# Дебар
Дебар (мкд. Дебар, алб. Dibra) је град у Северној Македонији, у западном делу државе. Дебар је седиште истоимене општине Дебар, као и средиште историјске области Дебарско поље.

## Географија
Град Дебар је смештено у западном делу Северне Македоније, близу државне границе са Албанијом — 5 km западно од града. Од најближег већег града, Тетова, град је удаљен 67 km северно, а од главног града Скопља 131 km југозападно.
Рељеф: Дебар се средиште истоимене историјске области Дебарско поље. Насеље је положено у тзв. Дебарској котлини, на приближно 670 метара надморске висине. Јужно од града се издиже планина Стогово, југозападно планина Јабланица, а северно и источно Дешат. Западно се пружа поље.
Клима у Дебру, и поред знатне надморске висине, није планинска, већ је пре блажа, жупна клима.
Воде: Поред Дебра протиче река Црни Дрим, који је у овом делу преграђен и ту је образовано велико Дебарско језеро. Како се близу града налазило ушће речице Радике у Црни Дрим, то је у овом делу језеро веома широко. Његова северна страна је данас кеј на јужном ободу града.

## Историја
Подручје Дебра је било насељено још од праисторије. Први писан документ у коме се спомиње Дебар је Птолемејева мапа, направљена средином 2. век п. н. е. у којој се назива Deborus.
Значајније насеље на овом месту се јавља тек у време Византије, у 11. веку. У касном средњем веку у Дебру је било седиште епархије.
Назив Дебар за главно место овог краја, Горњег Дебра, потиче тек из 18-19. века. Раније се ту налазило насеље под именом Раховник (Орховник, Оровник, Ороник). У османском попису вилајета Горњи Дебар 1466/67. налазимо 61 село (од тога 16 пустих) са 429 кућа и приближно 2000 људи. Раховник има 54 куће. По етничком саставу турски пописивачи су забележили највише Срба, потом Словена, али и доста Арбанаса и Влаха. Сто година касније, на попису из 1582, Раховник има чак 336 кућа, од чега 131 муслиманску.
Током османског раздобља Дебар се развија у трговачко средиште краја. У ово време насеље добија мешовит етнички карактер, са две главне скупине: муслиманских Албанаца и православних Словена. У ово време цео крај је био познат по дрводељама. Посебно је између 17. века и 19. века дебарска дрворезбарија била веома развијена.
Године 1903. у Дебру или "Дибру" има 15.500 становника. Од тога су Словени 5500, Арнаути 10.500 и Цигани 500 људи.
Године 1912. Дебар се са околином припаја Краљевини Србији, касније Југославији. Остао је Дебар на граници, која је лоше повучена, тако да су му већина припадајућих села остала у Албанији. Због тога је град изгубио полет и значај. Припијен уз планину, одсечен од ранијих извора, без добрих и сигурних саобраћајних веза са Скопљем, Охридом и Битољем. Почиње да се у међуратном добу расељава становништво; прво су отишле старе богате беговске породице. Од грађевина среће се црква (која је претходно била џамија), стара сахат-кула (без сата), један хотел... Број становника 1939. је износио 5.500, тј. једну трећину броја од пре ослобођења.
Од 1991. године град је у саставу Северне Македоније.

## Срби у Дебру
Године 1221. Свети Сава је у Дебру у цркви Светог Николе, установио епископију. То негирају Иван Јастребов и Иларион Руварац, а тога става се одрекао и Нићифор Дучић. Јастребов сматра да је могући центар овог владичанства био у селу Пишкопеја.
Између 1868—1874. године (или од 1866) у Дебру су радиле српска мушка и женска основна школа. Учитељ главни је био Петар Максимовић, родом из Босне. Завршио је Богословију у Београду, а у Дебар га је довео Коста Шуменковић трговац. Максимовић је ту остао до 1873. године, до времена када су Шуменковић и владика Партеније, намеравали да оснују у Дебру, нижу гимназију. Дошао је тада у Дебар учитељ Станко Лазаревић, до тада учитељ у селу Боровцу.
Иван Јастребов наводи да је једно време и у Дебру био учитељ Цветко Поповић којег оптужује за историјске кривотворине. Јастребов је писао је и о Дебарској епископији коју, могуће смешта у селу Пишкопеја.
Дебарски митрополит Козма је био 1885. године председник српске Црквене општине у Кичеву. Прешао је под бугарску Егзархију, када је откривена неправилност неких рачуна манастира Пречисте код Кичева. Срби у Дебру су набављали младе писмене Србе да раде као момци по дућанима и прикривено уче њихову децу српском језику. По Гопчевићу у Дебру је било 1892. године око 12.000 становника, од којих је 1000 Срба Хришћана, 4000 Срба Мухамеданаца, 3000 поарбанашених Срба и 4000 Арбанаса. Поарбашени Срби не говоре више српски језик. Срби муслимани говоре и српски и арбанашки. Ту се налази велики пазар, а највеће шатре су оружичара и кујунџија. Српску школу "Дом науке" у Солуну је 1897. године похађало девет ученика из Дебра.
Дебарска Српска школа је поново почела да ради од 12. фебруара 1906. године. Уписало се мало ученика јер је иста "прекасно отворена". Постављени су нови учитељи у Дебру крајем 1913. године Драгомир Ђоковић и Тодор Димитријевић. Дошла је 1914. године за учитељицу у Дебар, Јелена Кузмановић из Доњег Милановца и учитељ Милета Живковић.
У српској књижарници у Дебру 1903. године продавао се за један грош, српски календар "Голуб", штампан у Цариграду. Срби у Дебру су 1910. године основали месну штедионицу.

## Становништво
Дебар је више векова мешовито насеље. Данас ту живе: Македонци, Албанци, Турци, Торбеши, Роми. Почетком 20. века Дебар је имао 15.500 становника, 10.500 Албанаца муслимана, 4.500 Словена хришћана и 300 Рома.
Према попису из 2021. године, град Дебар је имао 11.735 становника, следећег националног састава:
| Национални састав према попису из 2021.‍ | Национални састав према попису из 2021.‍ | Национални састав према попису из 2021.‍ | Национални састав према попису из 2021.‍ | Национални састав према попису из 2021.‍ |
| --------------------------------------- | --------------------------------------- | --------------------------------------- | --------------------------------------- | --------------------------------------- |
|                                         |                                         |                                         |                                         |                                         |
| Албанци                                 | Албанци                                 |                                         | 8.194                                   | 69,8%                                   |
| Роми                                    | Роми                                    |                                         | 1.140                                   | 9,7%                                    |
| Турци                                   | Турци                                   |                                         | 911                                     | 7,8%                                    |
| Македонци                               | Македонци                               |                                         | 419                                     | 3,6%                                    |
| непописани                              | непописани                              |                                         | 914                                     | 7,8%                                    |

Већинска вероисповест је ислам (94%), а мањинска православље (3.6%).

## Збирка слика
- Поглед на Дебар и Дебарско језеро
- Православна црква Свете Петке
- Детаљ из средишта Дебра
- Споменик НОБ-у